# シーラーズ
シーラーズ（شیراز , Šīrāz [ʃiːˈɾɒːz] ( 音声ファイル)）はイラン南西部の都市。ファールス州の州都。2016年当時の人口は1,565,572人、477,916世帯。シーラーズはイラン南部のファールス地方の中心都市であり、18世紀にザンド朝の首都とされたほか、サッファール朝、インジュー朝、ムザッファル朝といった地方政権の本拠地にも定められた。立地と肥沃な土壌のため、早い時期から交易の拠点となり、文化都市の一面も持ち合わせている。

## 地名
1970年6月にシーラーズの南西端でレンガ工場の窯を建造するための掘削工事を行っている際に、紀元前2000年にエラム人が製作した粘土板が発見され、この粘土板にはシーラーズについての最古の記録が残されていた。古エラム語で書かれた粘土板にはティラズィシュ（Tiraziš）という名称が記されており、音声学的にはティラチス（tiračis）もしくはチラチス（ćiračis）と解される。この名称が古代ペルシア語のシラージシュ（širājiš）に転訛し、規則的な音の変化を経て現代ペルシア語のシーラーズに変化した。シーラーズという名称は、町の東の2世紀のサーサーン朝期の遺跡で発見された粘土製の印章にも見られる。また、イランの著述家の中には、シーラーズの名称は『シャー・ナーメ』に登場する三番目の王であるタフムーラスの王子に由来する説を唱える者もいる。

## 歴史

### 前イスラーム時代
7世紀後半以前にシーラーズの町が存在した確実な記録はないが、1933年以降のいくつかの考古学的発見は、前イスラーム時代の紀元前6世紀にはすでにシーラーズの町やその近辺に定住地が存在していたことを示唆している。町の周辺でアケメネス朝時代とサーサーン朝時代の遺物が発見され、その例として町の東のバルム・エ・デラークと北西のグイムで発見されたレリーフ、東のカスル・エ・アブー・ナスルとファハーンデーズのサーサーン朝時代の要塞の遺跡が挙げられる。後者は10世紀の地理書『フドゥード・アル＝アラム』で当時のシーラーズに存在したと記されているシャーモバード要塞と同一視されている。カスル・エ・アブー・ナスルで発見されたサーサーン朝時代と初期イスラーム時代の粘土印章には、この地域のサーサーン朝時代の行政区画の名称であるアルダシール・ファッラフとともに「シーラーズ」の名前が記されている。外交官・学者のジョン・リンバートは、「シーラーズ」という名称はエラム語の"Shirrazish"に由来し、どちらもカスル・エ・アブー・ナスルの遺跡に存在した集落を指していると推測している。
古代のシーラーズがどのような形態の集落であったか、様々な見解がある。BerneyとRingは初期のペルシア語の文献にシーラーズに関する言及が欠落しており、集落の重要性は平原に存在する中継地点以上のものではなかったと推定している。一方でアブドゥルマジド・アルファーイーは、ペルセポリスの行政文書で発見された84枚の異なる粘土板にシーラーズの名称が頻繁に現れ、そこで言及される集落の労働者の数が490人にもなることから、アケメネス朝時代のシーラーズはこの地域で最も重要な集落の一つであったことは確実だと考えている。しかし、アケメネス朝時代のシーラーズに関する記録のほとんどは労働者への配給に関するものであり、旅行先として言及されている記録は確認されていない。続いてアルファーイーはイスラーム時代初期に再建される前のサーサーン朝時代のシーラーズは比較的重要度が低い集落だと述べているしかし、リンバートは、シーラーズは6世紀から8世紀の間に一定以上の規模があり、現代のシーラーズの町が建設される前も地域の行政の中心地であった可能性があったと考えている。

### イスラーム時代初期
正統カリフ・ウマルの時代の後半にアラブのイスラム教徒はシーラーズと近隣の地域を征服し、交通の要衝であるシーラーズは軍事・行政の拠点となる。イスラム教徒の征服事業の当時、シーラーズと、その周辺に都市は存在しなかったが、アラブ軍に貢納を強要された城砦は多く存在した。サーサーン朝は653年までファールス地方の中心都市であるイスタフルを確保していたが、その間シーラーズ平原はアラブ軍の野営地として利用されていた。イスタフルはサーサーン朝、ゾロアスター教と強い繋がりを持っていたため、イスラム教徒は近隣のシーラーズ平原にイスタフルに対抗しうる文化・行政の中心地の建設を試みた。
ウマイヤ朝のカリフ・アブドゥルマリクの治世、693年にハッジャージュ・ブン・ユースフの親族であるムハンマドによってシーラーズが建設されたと言われているが、伝承を裏付ける根拠は乏しい。少なくとも9世紀の後半まで、シーラーズはイスタフルの陰に隠れた「僻地」でしかなく、ファールス地方のゾロアスター教徒の住民の大部分がイスラム教徒が建設したアラブの都市に移住することに消極的だったことが一因だと考えられている。ファールスの住民が徐々にイスラム教を受け入れるようになり、同時にイスタフルが衰退すると、シーラーズはファールスの実質的な中心地に発展する。以来2世紀にわたってシーラーズはファールス総督の駐屯地となり、869年にヤアクーブ・イブン・アル＝ライスが樹立したサッファール朝の支配下に入る。サッファール朝は現在のイランの大部分を領有するイラン系のイスラーム政権であり、シーラーズを首都としていた。894年にヤアクーブの兄弟で後継者であるアムルは、アティーグ・ジャーメ・モスクとして知られるシーラーズ初の会衆モスクを建立した。
933年にイマード・アッダウラが建国したイラン系のブワイフ朝がサッファール朝をシーラーズから放逐し、ブワイフ朝の王子ルクン・アッダウラによって山地の湧水を町に運ぶ地下水路が建設された。ルクン・アッダウラの子で、ブワイフ朝の君主となったアドゥド・アッダウラの時代にシーラーズは文化と経済の中心地となり、モスク、隊商宿、図書館、病院などの施設が建設される。アドゥド・アッダウラは町から約2.5km離れた地点に離宮を建て、離宮の周囲にはカルド・ファナー・ホスローという新しい町が作られた。また、アドゥド・アッダウラは建設事業以外に、シーラーズでの科学、医学、イスラムの宗教的な研究を後援していた。
ブワイフ朝の時代にシーラーズはファールスで最大、もっとも繁栄した都市となり、重要な経済・文化の中心地となった。活発な農産物の交易は経済的な繁栄をもたらし、ワイン、穀物、金、銀がシーラーフなどの港湾都市から輸出されていた。シーラーズは絨毯の職人が高価な作品を販売する市場でもあり、住民の富の象徴となっていた。ブワイフ朝時代のシーラーズではスンナ派のイスラム教徒のほかゾロアスター教徒、キリスト教徒、ユダヤ教徒が共存し、それぞれに信仰の自由が認められていた。シーラーズにはゾロアスター教の拝火神殿が2つ存在し、イスラム教に改宗していないペルシア人が参拝していた。アドゥド・アッダウラの死後、シーラーズは周辺の部族勢力や新興のセルジューク朝の攻撃によって荒廃し、モスクと図書館を除く多くの建物が破壊された。
セルジューク朝のアタベクによってシーラーズの復興が進められ、12世紀にセルジューク朝から独立した地方政権のサルグル朝はシーラーズを首都とした。内争や飢饉を経て、サアド1世の治世にシーラーズは平穏を取り戻し、城壁、金曜モスク、バザール、水路が建設された。サアド1世の子のアブー・バクルは内装と外部勢力の侵入によって破壊されたシーラーズの再建に取り組み、イランに侵入したモンゴル帝国に貢納を誓うことで町を破壊から救った。13世紀にシーラーズは君主の支援と多くのペルシア人の学者・芸術家の存在によって、芸術と文学の中心地となった。このため、地理学者はシーラーズを「知識の家（Dar al-'Elm）」と呼んでいた詩人サアディーはサルグル朝時代のシーラーズに生まれ、支配者や貴族に多くの作品を献呈した。アブー・バクルの死後にモンゴルの徴税人の苛政、役人の不正、近隣の勢力からの略奪で町は荒廃し、干ばつと飢饉によって町の衰退はより深刻になる。
モンゴル帝国の後継国家であるイルハン朝はインジュー家のマフムード・シャーをファールスに派遣し、彼は破壊されたシーラーズの城壁を再建した。インジュー家はファールス地方に独立した政権を建てるが（インジュー朝）、1353年にムザッファル朝がインジュー朝を破り、シーラーズを占領する。1382年にムザッファル朝の君主シャー・シュジャーはティムール朝に降伏し、シーラーズは破壊を免れた。シャー・シュジャーの甥であるシャー・マンスールはティムール朝に反旗を翻すが、1393年にシーラーズ郊外の戦闘でティムール軍に敗れ、シーラーズは多額の貢納を支払って降伏した。14世紀のシーラーズ出身の詩人ハーフェズはインジュー朝、ムザッファル朝の庇護を受け、町を征服したティムールと対面した伝承が残されている。
15世紀にシーラーズは白羊朝の支配下に入り、当時の町には立派な邸宅と壮麗なモスクが建ち並び、絹、宝石、香辛料の交易が盛んに行われていた。11世紀にはシーラーズの人口はすでに数十万人に達し、白羊朝の時代には200,000人の人口を擁していたが、戦乱によって町の人口は大きく減少する。

### サファヴィー朝以降
1503年にシーラーズはサファヴィー朝の支配下に入り、アッラー・ヴェルディー・ハーンとイマーム・クリー・ハーン親子の統治下で繁栄を迎える。アッバース1世の治世のファールス総督であるイマーム・クリー・ハーンは多くの宮殿や装飾された建物を建設し、それらは同時期の首都エスファハーンと同じ様式で建てられていた。イマーム・クリー・ハーンの時代にはバーグ・シャーと呼ばれる広大な庭園が建設され、17世紀にシーラーズを訪れたヨーロッパの旅行者たちは様々な樹木が植えられた庭園と果樹園の存在を伝えている。サファヴィー朝の崩壊後、シーラーズは1723年のパシュトゥーン人の襲撃や1744年のアフシャール朝のナーディル・シャーによるシーラーズ総督の反乱の鎮圧によって荒廃する。1747年にナーディル・シャーが殺害された際に市内の歴史的建造物の大部分が破壊され、人口は16世紀の4分の1の50,000人に減少した。
ナーディル・シャー死後の混乱期を経て、ザンド朝を創始したカリーム・ハーンはシーラーズを首都に定め、町は繁栄を取り戻す。再建されたシーラーズは6つの門を備える城壁と濠に囲まれ、市内の19の地区は11に再編された。12,000人以上の労働者を雇用して王室のための区域を建設し、その中には城塞、多数の行政施設、モスク、イラン有数の屋根付きのバザールが含まれていた。しかし、カリーム・ハーンの死後に起きた後継者争いによって、シーラーズの運命は暗転する。1791年にガージャール朝の創始者であるアーガー・モハンマドはシーラーズを占領し、城塞の破壊、略奪が行われた。
ガージャール朝期のシーラーズは王室の直轄地とされ、19世紀のシーラーズは政府の苛政、市内の派閥の対立に加えて地震や疫病、飢饉といった自然災害によって衰退し、町は一地方都市に凋落した。19世紀後半のシーラーズは安定した状態にあり、1811年当時19,000人ほどだった人口は、1883年には50,000人を超えていた。小康期の町では知事や市内の有力者によって、伝統的な建築様式とヨーロッパ風の装飾を組み合わせた邸宅やモスクが建築された。1910年にはユダヤ教徒がムスリムの少女を儀式として殺害したという誤った噂が広まり、ユダヤ人の居住区でポグロムが始まった。暴動の過程で12人のユダヤ人が殺害され、約50人が負傷し、シーラーズの6,000人のユダヤ人が全財産を奪われた。
20世紀初頭のパフラヴィー朝時代、シーラーズは再び注目を集める。サアディー、ハーフェズの廟などの建築物が建造されされ、一般に公開された。しかし、1930年代初頭にイラン横断鉄道の建設による新興都市の台頭、中央政府とシーラーズ近辺の遊牧民の紛争によって、町の経済発展は一時的に停滞した。モハンマド・レザー・パフラヴィーの統治下では、シーラーズはイラン文化発祥の地として別格視され、1971年にはイラン建国二千五百年祭典がペルセポリスとシーラーズで開催された。産業・宗教・戦略で大きな重要性を持たないものの、シーラーズは行政の中心地となり、イラン革命以降に人口は大幅に増加する。

## 住民
シーラーズの住民はペルシア人が大部分を占めており、イスラム教徒が多数派である。信仰されている宗教はイスラム教のシーア派十二イマーム派が多数を占め、少数のスンナ派イスラム教、ユダヤ教、イスラム教の信者が存在する。シーラーズには20,000人を超えるユダヤ人のコミュニティも存在していたが、大部分は20世紀後半にアメリカ合衆国とイスラエルに移住した。テヘランやエスファハーンとともに、シーラーズは相当数のユダヤ人住民と複数の活動的なシナゴーグを有するイランの数少ない都市の一つである。シーラーズはバハーイー教徒の数も多く、イランではテヘランに次いで多い都市である。シーラーズには2つの活動しているキリスト教の教会があり、一つはアルメニア教会、もう一つは聖公会に属する教会である。

## 地理
シーラーズはイラン南部、ファールス州の北西に位置する。シーラーズは東経52度32分、北緯29度36分に位置しており、テヘランから南に約600km離れている。ザグロス山麓の海抜約1,500mの緑が多い平原に町が建てられている。ザグロス山脈からの流水と肥沃な土壌を活かした農業が盛んである。
季節河川である涸れ川が町の北部を流れ、マハールー湖に流入する。1920年当時、シーラーズ近辺には大きなオークの森が存在した。

## 気候

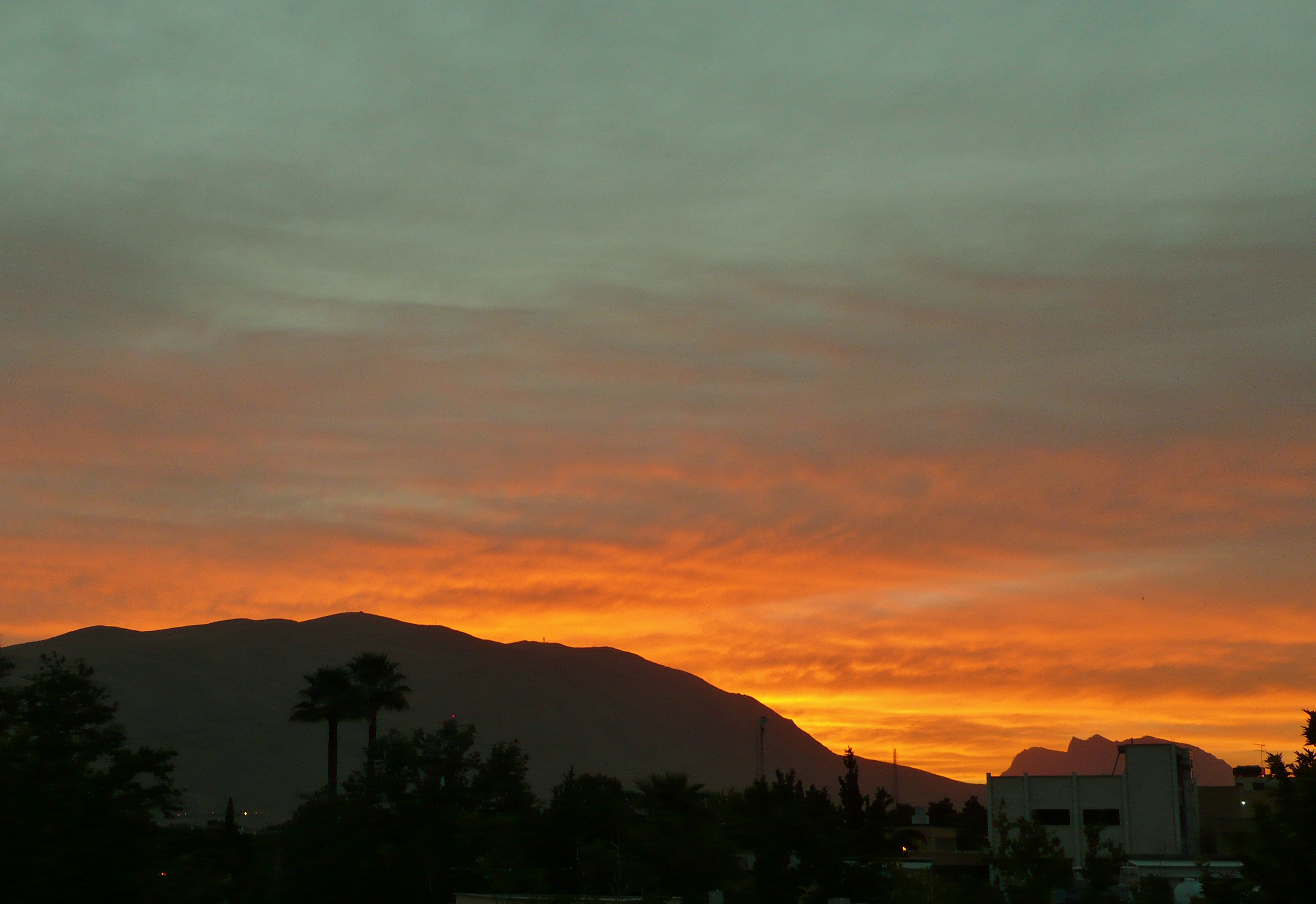
ダーラク山とシーラーズの日没

シーラーズは四季が明確な気候であり、乾燥したステップ気候に分類される（ケッペンの気候区分ではBSkに近いBSh）。夏期は気温が高く、7月の平均最高気温は38.7℃であるが、冬期は寒冷で1月の平均最低気温は0℃を下回る。日中の最高気温記録は2022年7月3日の43.4℃であり、最低気温記録は1973年1月5日の-14.0℃である。年間降雨量は約320mmであり、降雨は冬期に集中しているが、1965年1月、2004年12月には1か月の間に1年分の雨が降ったこともある。一方で1965年7月から1966年6月までの1年の降雨量はわずか82.9mmだった。もっとも降水量が多かった年は約857.2mmを記録した1955年-56年であり、1959年以降は約590mmを記録した1995年-1996年と2004-2005年の2年が多い。シーラーズは標高が高く緯度が低いため、夏期のUVインデックスは非常に高く、日照時間が長いためにより悪化する。
比較的乾燥した気候にもかかわらず、異常災害の発生は珍しくない。2019年3月25日には大雨による鉄砲水で19人が死亡し、200人以上が負傷した。シーラーズは多くの地震に見舞われた都市でもあり、1813年、1824年に発生した地震によって町の大部分が破壊された。
| シーラーズの気候                                                     | シーラーズの気候 | シーラーズの気候 | シーラーズの気候 | シーラーズの気候 | シーラーズの気候 | シーラーズの気候 | シーラーズの気候 | シーラーズの気候 | シーラーズの気候 | シーラーズの気候 | シーラーズの気候 | シーラーズの気候 | シーラーズの気候 |
| 月                                                                   | 1月              | 2月              | 3月              | 4月              | 5月              | 6月              | 7月              | 8月              | 9月              | 10月             | 11月             | 12月             | 年               |
| -------------------------------------------------------------------- | ---------------- | ---------------- | ---------------- | ---------------- | ---------------- | ---------------- | ---------------- | ---------------- | ---------------- | ---------------- | ---------------- | ---------------- | ---------------- |
| 最高気温記録 °C （°F）                                               | 23.4 (74.1)      | 25.6 (78.1)      | 30.8 (87.4)      | 34.0 (93.2)      | 39.0 (102.2)     | 42.8 (109)       | 43.5 (110.3)     | 42.8 (109)       | 39.2 (102.6)     | 35.0 (95)        | 28.6 (83.5)      | 24.2 (75.6)      | 43.5 (110.3)     |
| 平均最高気温 °C （°F）                                               | 12.9 (55.2)      | 15.6 (60.1)      | 19.6 (67.3)      | 25.0 (77)        | 31.3 (88.3)      | 36.7 (98.1)      | 38.7 (101.7)     | 37.7 (99.9)      | 34.3 (93.7)      | 28.4 (83.1)      | 20.3 (68.5)      | 15.3 (59.5)      | 26.32 (79.37)    |
| 日平均気温 °C （°F）                                                 | 6.1 (43)         | 8.7 (47.7)       | 12.4 (54.3)      | 17.5 (63.5)      | 23.6 (74.5)      | 28.6 (83.5)      | 30.8 (87.4)      | 29.5 (85.1)      | 25.5 (77.9)      | 19.6 (67.3)      | 12.3 (54.1)      | 7.8 (46)         | 18.53 (65.36)    |
| 平均最低気温 °C （°F）                                               | −0.2 (31.6)      | 1.9 (35.4)       | 4.9 (40.8)       | 9.3 (48.7)       | 14.0 (57.2)      | 17.8 (64)        | 20.6 (69.1)      | 19.4 (66.9)      | 15.1 (59.2)      | 10.0 (50)        | 4.6 (40.3)       | 1.1 (34)         | 9.88 (49.77)     |
| 最低気温記録 °C （°F）                                               | −14.0 (6.8)      | −8.1 (17.4)      | −4.3 (24.3)      | −2.0 (28.4)      | 3.0 (37.4)       | 8.1 (46.6)       | 14.0 (57.2)      | 12.0 (53.6)      | 1.0 (33.8)       | 1.6 (34.9)       | −8.0 (17.6)      | −11.0 (12.2)     | −14 (6.8)        |
| 降水量 mm （inch）                                                   | 79.0 (3.11)      | 53.6 (2.11)      | 52.0 (2.047)     | 26.0 (1.024)     | 5.8 (0.228)      | 0.2 (0.008)      | 0.4 (0.016)      | 1.4 (0.055)      | 0.0 (0)          | 4.0 (0.157)      | 37.8 (1.488)     | 64.1 (2.524)     | 324.3 (12.767)   |
| 平均降水日数 （≥1.0 mm）                                             | 6.3              | 5.4              | 5.1              | 3.3              | 1.3              | 0.1              | 0.2              | 0.2              | 0                | 0.8              | 3.3              | 4.7              | 30.7             |
| 平均降雨日数                                                         | 9.5              | 9.2              | 9.2              | 5.9              | 1.9              | 0.3              | 0.5              | 0.3              | 0.1              | 1.3              | 5.8              | 7.6              | 51.6             |
| 平均降雪日数                                                         | 1.5              | 0.6              | 0.0              | 0.0              | 0.0              | 0.0              | 0.0              | 0.0              | 0.0              | 0.0              | 0.0              | 0.6              | 2.7              |
| % 湿度                                                               | 59               | 52               | 46               | 41               | 28               | 20               | 21               | 23               | 25               | 32               | 49               | 58               | 37.8             |
| 平均月間日照時間                                                     | 218              | 214              | 248              | 260              | 327              | 353              | 340              | 339              | 310              | 295              | 233              | 226              | 3,363            |
| 出典1：NOAA NCEI                                                     |                  |                  |                  |                  |                  |                  |                  |                  |                  |                  |                  |                  |                  |
| 出典2：Iran Meteorological Organization (records), (days with snow), |                  |                  |                  |                  |                  |                  |                  |                  |                  |                  |                  |                  |                  |

## 経済
シーラーズは南イランの経済の中心地となっている。
1869年のスエズ運河の開通によって、ヨーロッパから直接、もしくはインドを経由して、ヨーロッパの安価な工業製品がイラン南部に大量に輸入されるようになった。また、イランではかつてない数の農民がケシ、タバコ、綿花などの換金作物の栽培を始め、これらの輸出作物の多くはペルシア湾に向けて出荷されるまでにシーラーズを経由した。ファールス地方出身の長距離貿易を扱う商人はこれらの商品の販売ネットワークを確立し、ボンベイ（ムンバイ）、カルカッタ（コルカタ）、ポートサイド、イスタンブール、さらには香港に商館を設置した。
ブドウ、柑橘類、綿花、米などの農産物の栽培が町の経済の基盤となっており、工業はセメントの製造、製糖、肥料、繊維製品、木製品、金属加工、カーペットなどの分野が盛んである。シーラーズには石油精製所が建てられており、イランの電子産業の主要な拠点にもなっている。イランの電子産業分野への投資の53%がシーラーズに集中している。2000年には電子・通信機器の製造の振興を目的としてシーラーズ経済特別区（SEEZ）が設置された。
シーラーズは25以上のショッピングモールと10以上のバザールが建つショッピングエリアでもある。街の北端に位置するThe Persian Gulf Complexは世界規模のテナントを有するショッピングモールである。また、シーラーズはペルセポリスやパサルガダエなどの近郊の遺跡を訪れる拠点とされるほか、高原の避暑地としても知られ、観光客用の宿泊施設が多く建てられている。

## 文化
シーラーズは詩人、庭園、ワイン、ナイチンゲール、花の町として知られている。
15世紀のティムール朝の時代以降にシーラーズに様々な庭園が造成され、一部が現存する。世界遺産に登録されているエラム庭園のほか、18世紀に建てられたデルゴシャー庭園、ナザル庭園、バーゲ・タフト庭園などが挙げられる。ワイン（en）はシーラーズの特産品だったが、現在のイスラム政権下では宗教的な制約を受けない人間を除いて公の場での飲酒は忌避されている。
シーラーズ出身の詩人としてサアディー、ハーフェズが著名であり、二人の廟は町の観光名所となっている。13世紀にシーラーズで生まれたサアディーは青年期にバグダードのニザーミーヤ学院に留学した後、長い放浪の旅に出た。初老になってシーラーズに帰郷したサアディーは『果樹園』『薔薇園』などの作品を発表して名声を得、当時シーラーズを支配していたサルグル朝の君主や貴族から厚遇を得た。サアディーと対照的に、14世紀の詩人であるハーフェズはシーラーズから生涯離れず、この町で没したといわれている
。ハーフェズはシーラーズを支配したイスハーク朝、ムザッファル朝の庇護を受け、ムザッファル朝の君主シャー・シュジャーに多くの詩を献呈した。彼ら詩人のほか、13世紀のイスラーム世界の学者であるクトゥブッディーン・シーラーズィーもシーラーズの出身であり、天文学、数学、医学などの分野で多くの著書を残している。
19世紀初頭にバハイ信教の前身であるバーブ教の開祖セイイェド・アリー・モハンマド（バーブ）がシーラーズで生まれ、彼はこの町で宗教運動を行った。1844年5月22日の夜、バーブは新たな神からの啓示の使者としての使命を宣言した。このため、シーラーズはバハイ教徒にとっての聖地であり、バーブの生家は彼らの巡礼地となっていた。イランではバハイ教徒に対する迫害のために、バーブの生家は繰り返し攻撃の標的とされ、1979年に家は破壊され、2年後に舗装されて公共の広場に作り替えられた。

## 交通

### 空港
シーラーズ国際空港がある。イランで2番目に利用者の多い空港である。

### 地下鉄
2001年にシーラーズ都市鉄道機構によって地下鉄網の建設が開始された。6路線の建設が計画され、1号線の総延長は22.4km、2号線の総延長は約14kmとなる予定である。1号線から3号線までの路線が完成した際には地下の32駅、地上の6駅、鉄道駅と接続される1つの特別駅が開業する予定である。2014年10月に1号線が開通し、空港に近接する駅からエフサーン駅の間の区間が開通した。

### 鉄道

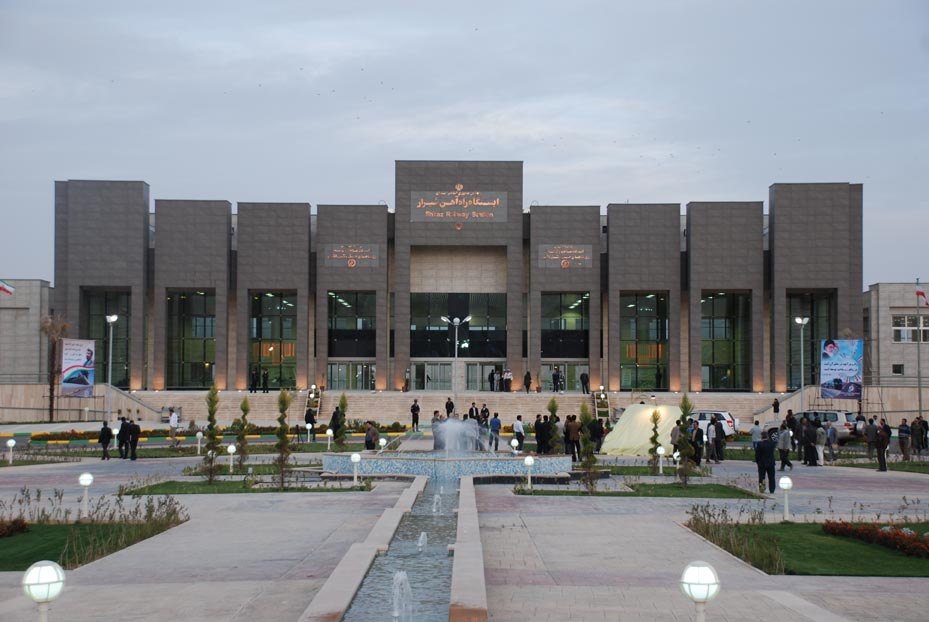
シーラーズ駅

シーラーズはイランの他の都市と鉄道で接続されており、列車が発着するシーラーズ駅はイラン最大の面積を有する鉄道駅である。

### 道路
シーラーズ市内を国道63号線と国道93号線が通過している。

## 教育

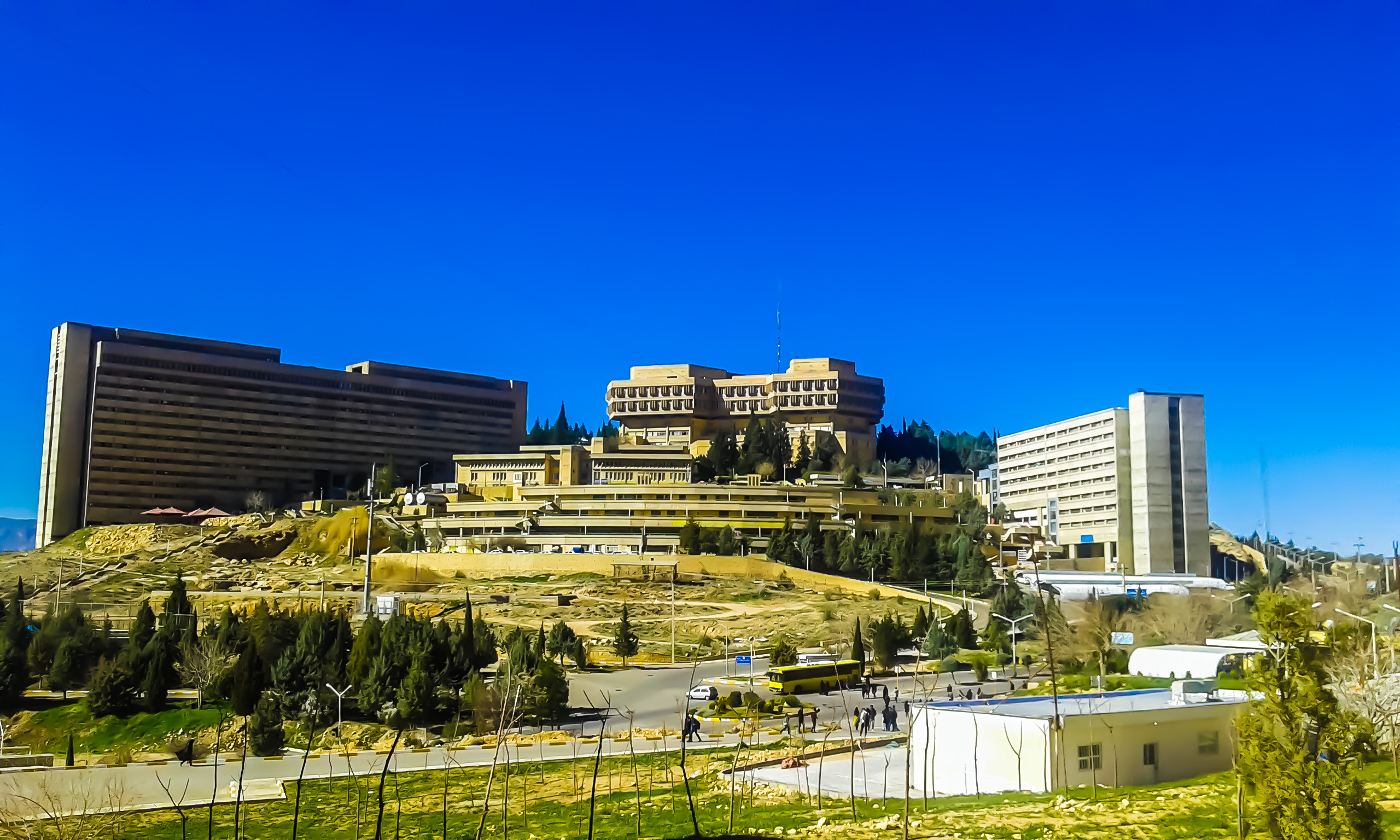
シーラーズ大学

シーラーズは活動的な学術の拠点が存在する町でもある。1946年にはシーラーズで最初の大学であるシーラーズ医科大学が設立された。マドラサ・エ・ハーン（ハーン神学校）はシーラーズ医科大学よりも古い高等教育機関であり、タイル張りの建物は1627年に建設されたものである。ファールス州で最大の大学であるシーラーズ大学はイラン国内でも有数の学術拠点であり、ネットワークを通じて教育を行う仮想大学を開校している。ほか、シーラーズ市内、もしくは郊外にはシーラーズ・イスラム・アザド大学、シーラーズ工科大学、シーラーズ応用科学技術大学などの大学がある。
それらの大学のほか、科学技術に関するデータベース、図書館を保有する政府機関の科学技術情報センター（en）が設置されている。

## シーラーズの出身者

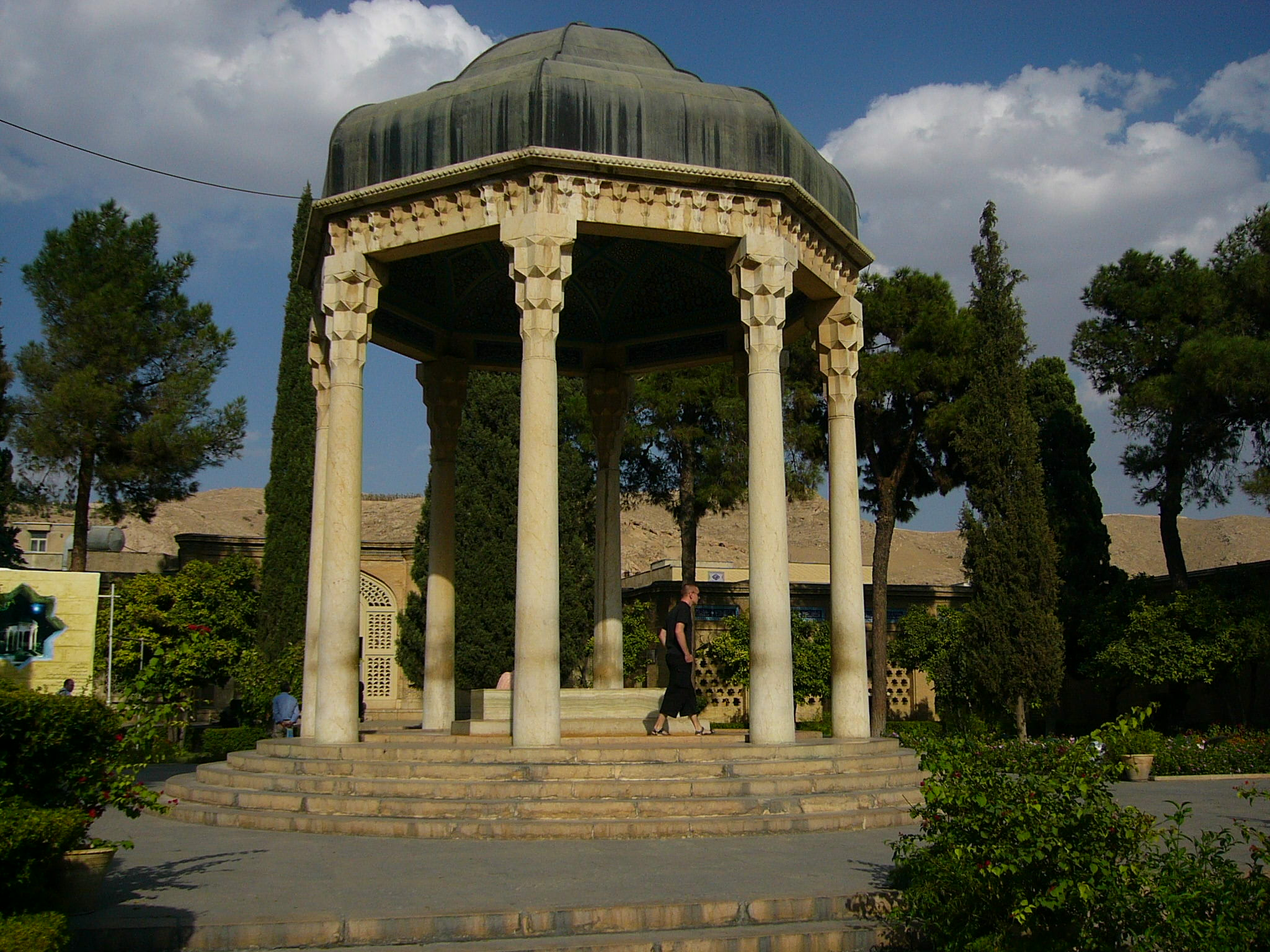
ハーフィズ廟

- シーバワイヒ（アラビア語の文法学の嚆矢の一人）
- サアディー（作家、詩人）
- クトゥブッディーン・シーラーズィー（博学者）
- ワッサーフ（歴史家）
- ハーフィズ（詩人）
- モッラー・サドラー（哲学者）
- セイイェド・アリー・モハンマド（バーブ教の創始者）
- トゥージー（歌手）

## 名所・旧蹟
- ハーフィズ廟
- サアディー廟
- マスジェデ・ジャミイ寺院 （875年）
- シャー・チェラーグ廟　（14世紀）
- ナシール・アルムルク寺院　（19世紀）
- ナスィーロル・モルク・モスク

イランの文化遺産協会によれば、シーラーズには歴史的な意義を持つ200を越える旧蹟がある。
また、シーラーズの付近には、ペルセポリスやビシャプール、パサルガダエ、フィルーザバードなどの古都の遺跡がある。

## ギャラリー

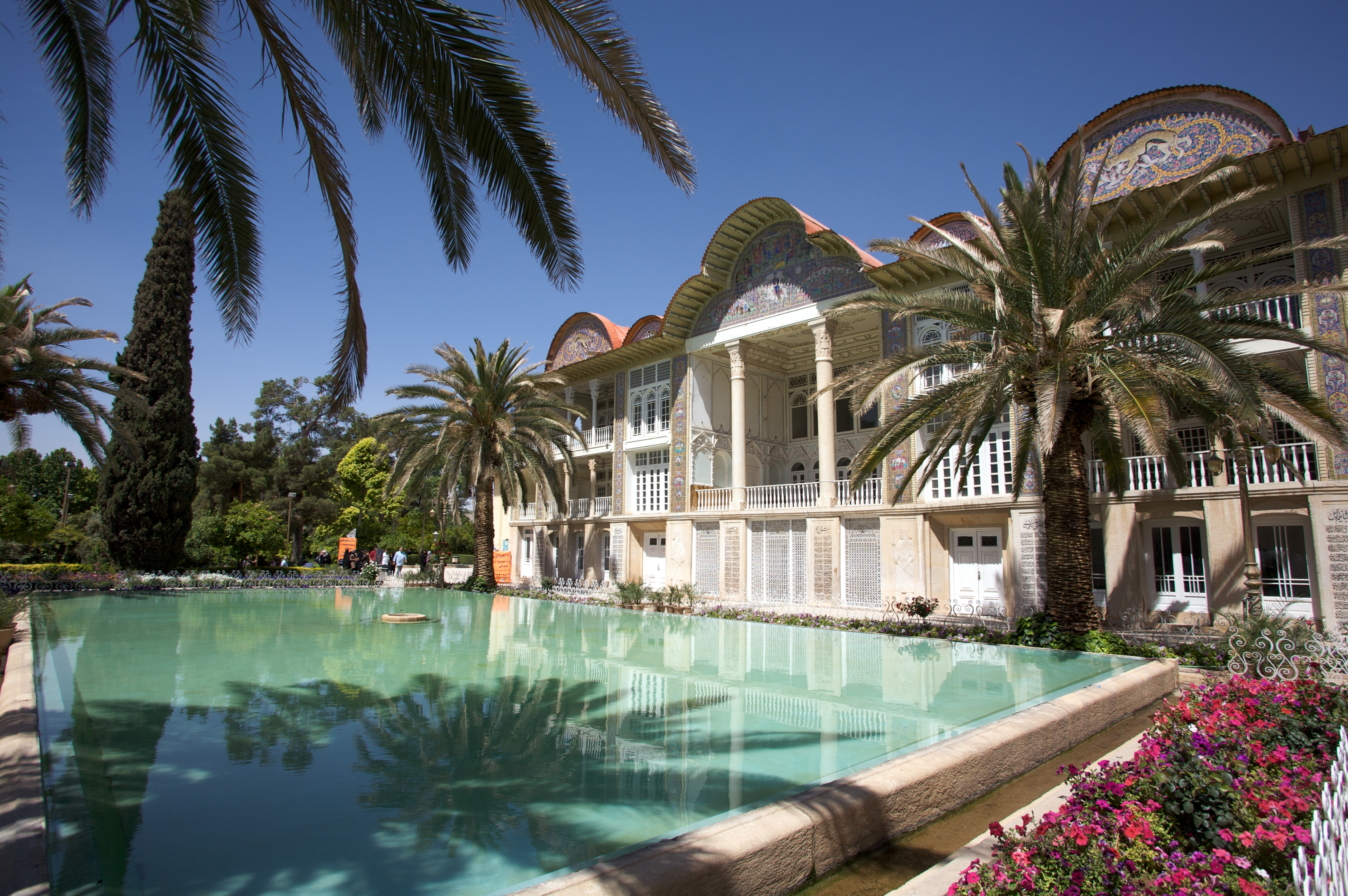
シーラーズ・ボタニカル・ガーデン（エラム庭園）

## 姉妹都市
- ヴァイマル, ドイツ
- 重慶, 中国
- ドゥシャンベ, タジキスタン
- 南京, 中国
- ニコシア, キプロス
- ペーチ, ハンガリー